# عرن ساحر
العرن الساحر (باللاتينية: Hypericum venustum) نوع نباتي ينتمي إلى جنس العرن من الفصيلة العرنية.

## الموئل والانتشار
موطنه بلاد الشام وتركيا وأرمينيا.